# Lesvliegtuig

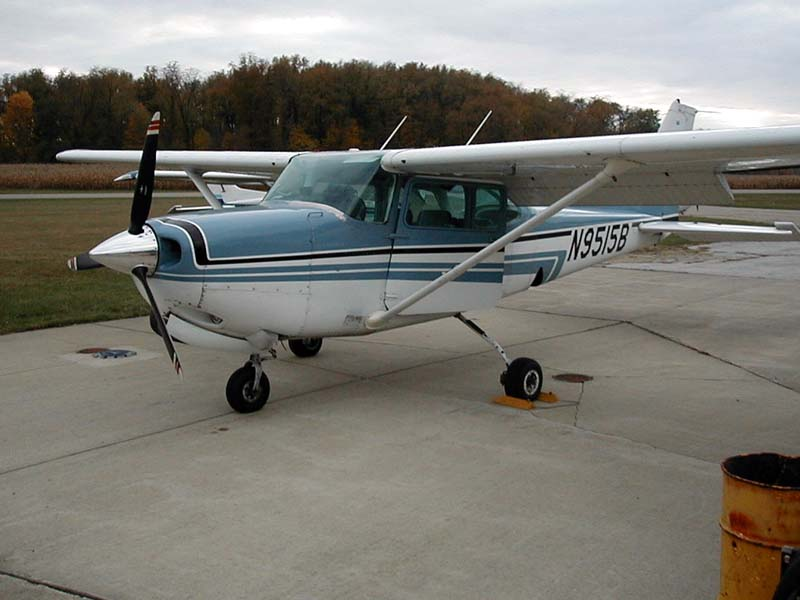
Cessna 172, een veelgebruikt lesvliegtuig

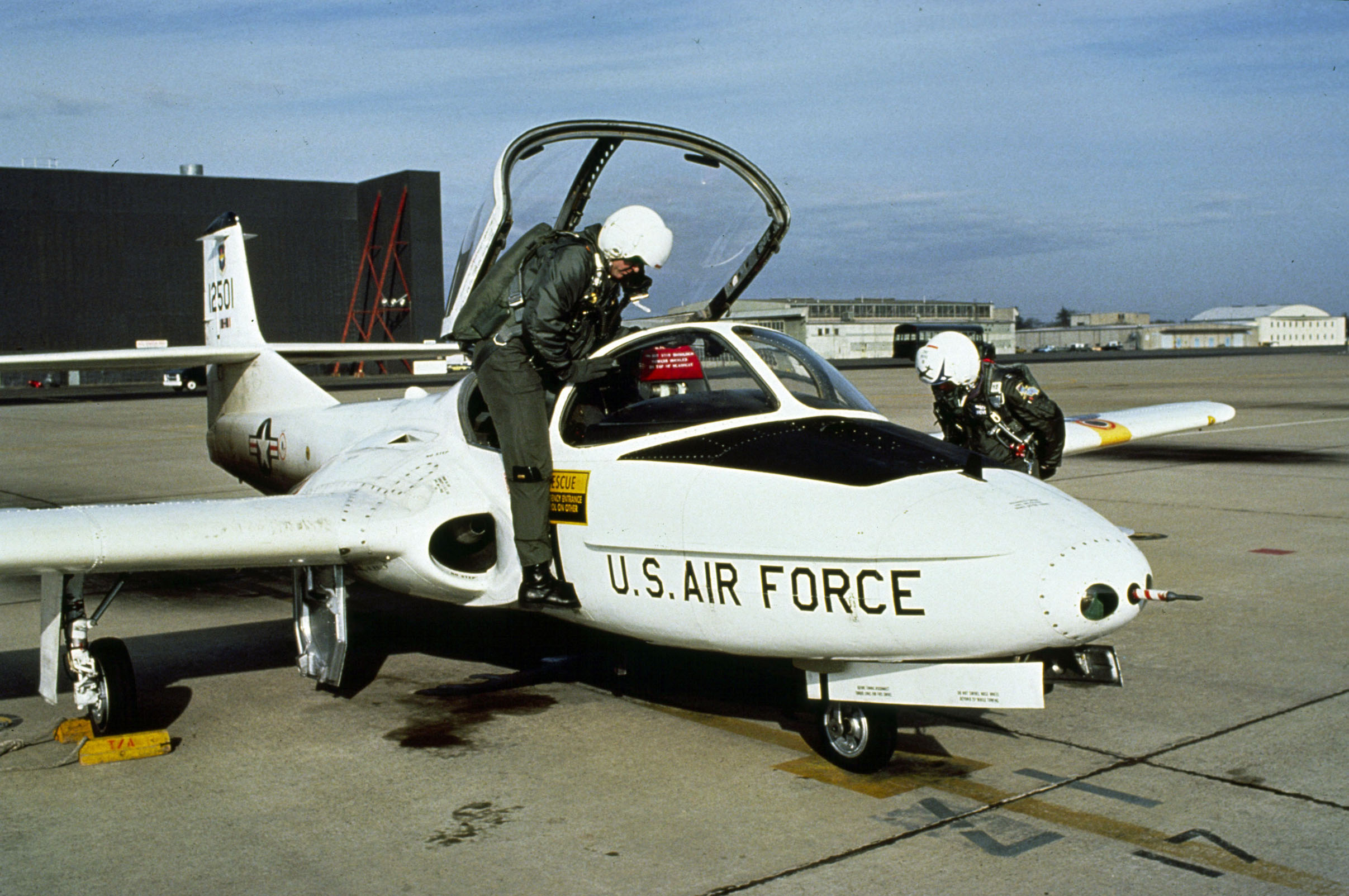
T-37 Tweet, voor straaljagertraining

Een lesvliegtuig is een vliegtuig (mede) bestemd voor het trainen van piloten. Een lesvliegtuig biedt plaats voor minstens twee personen, de leerling en de instructeur.
In de allereerste begintijd van de luchtvaart werd een leerling de lucht in gestuurd nadat hij op de grond instructie had gekregen.
Het spreekt vanzelf dat hij begon met eenvoudige sprongetjes voordat hij zich mocht wagen aan langere vluchten. 
Al vrij snel werd het tweepersoons lesvliegtuig ingevoerd.
Alle vliegtuigen, behalve eenpersoons vliegtuigen, hebben dubbele bediening en kunnen dan ook worden gebruikt als lesvliegtuig. Een eenpersoons vliegtuig kan echter ook bruikbaar zijn - het is niet ongewoon dat een zweefvlieger zijn eerste solovlucht maakt in een eenpersoons vliegtuig, dus niet in het vliegtuig waarin hij zijn eerste lessen kreeg. De eenpersoons Spitfire moest worden omgebouwd tot (tweepersoons) lesvliegtuig. Een aantal vliegtuigtypes werd speciaal als lesvliegtuig gebouwd, zoals de Koolhoven FK 51 (lesvliegtuig/verkenner). Een aantal vliegtuigtypes werd tegen het einde van de levenscyclus als lesvliegtuig ingezet.
Lesvliegtuigen hebben in het algemeen goede stabiliteitseigenschappen. Bediening en besturing zijn doorgaans eenvoudig. Speciale aandacht wordt bij het ontwerp besteed aan de stuurkrachten en de overtrekeigenschappen.
De Cessna 172 is een veel gebruikt toestel voor een algemene vliegopleiding, een Cessna T-37 is een toestel dat gebruikt wordt voor de opleiding tot straaljagerpiloot. Sinds de jaren 90 wordt training vaak gegeven in een vliegsimulator.